# Segundo disco 45 RPM de Rio (álbum)
El Segundo disco de 45 RPM de Rio es su penúltima obra en este formato. El disco incluye dos canciones, las cuales serían luego agregadas a su primer disco de 33 RPM, Lo Peor de Todo. En el caso de Lejos de ti, se incluyó una nueva versión en el mencionado álbum.

## Lista de canciones
| N.º | Título        | Duración |  |
| 1.  | «Televidente» | 4:05     |  |
| 2.  | «Lejos de ti» |          |  |